# San Antonio Express-News
El San Antonio Express-News es un periódico diario en San Antonio, Texas. Es propiedad de Hearst Corporation y tiene oficinas en San Antonio y Austin. Express-News es el cuarto periódico más grande del estado de Texas, con una circulación diaria de casi 100 000 copias en 2016.